# Ellis Zbinden
Pour les articles homonymes, voir Zbinden.
Ellis Zbinden, né le 22 décembre 1921 à Genève et mort le 25 février 2019 dans la même ville, est un peintre aquarelliste suisse.

## Biographie
Ellis Zbinden est natif de Genève et reste toute sa vie attaché à son quartier de la Jonction. Sa vocation artistique se manifeste dès l'âge de sept ans, lorsque son père lui offre une boîte d'aquarelles. À l'âge de 33 ans, il entreprend seul un voyage en scooter de Genève à Istanbul qu'il relate dans un récit de voyage paru en 2016 intitulé Ora-kali.
Il puise son inspiration principalement sur les rives du lac Léman, le désert du Sahara et la ville de Venise. Il s'est fait connaître à travers environ 60 expositions de son œuvre. À partir de 1943, il expose ses œuvres à Genève, puis peu à peu à travers toute la Suisse (Berne, Bâle, Zurich, Thoune, Montreux, Aubonne, Ascona, etc.).
En 1953, le musée Rockox à Anvers le sollicite. Dès 1960, la France lui tend les bras (Lyon, Nernier, Yvoire, Avignon, Bollène, Tarascon, Paris). En 1972 c'est au Bénin qu'il expose, en 1985 à Dallas aux États-Unis, en 1991 en Arabie saoudite.
À plusieurs reprises, il est médaillé lors d'expositions d'aquarelles en France, en Italie, au Japon et aux USA.

## Documentation audiovisuelle

### Émissions télévisées
- En 1945, on trouve à la Cinémathèque Suisse un mini-reportage (1 min 57 s) sur les artistes-soldats.
- En 1966, la Télévision suisse romande lui consacre un reportage (réalisateur : Yvan Butler, journaliste : Marlène Belilos), puis un autre en 1973 par Gilbert Schnyder. À plusieurs reprises (de 1966 à 1990), cette chaîne réalise des reportages le concernant.
- TV Léman Bleu le filme en 2010 lors de l'exposition à la Galerie Horizon.

### Films documentaires
Quatre films documentaires existent sur DVD :
- Ellis Zbinden à son atelier - 20 min.
- Ellis Zbinden : Parcours de vie - 43 min.
- Ellis Zbinden - 60 min.
- Ellis Zbinden : La face cachée du peintre - 52 min, de Maurizio Giuliani.